# 什普羅塔瓦
什普羅塔瓦（Szprotawa，斯普罗陶）是位於波蘭的城市。屬盧布斯卡省。2004年，有人口12,648人。首次見于文獻記載是在1000年。

## 外部連結
- Official town webpage （页面存档备份，存于）
- Official museum webpage （页面存档备份，存于）
- Jewish Community in Szprotawa （页面存档备份，存于） on Virtual Shtetl

51°34′N 15°32′E / 51.567°N 15.533°E